# Wawel

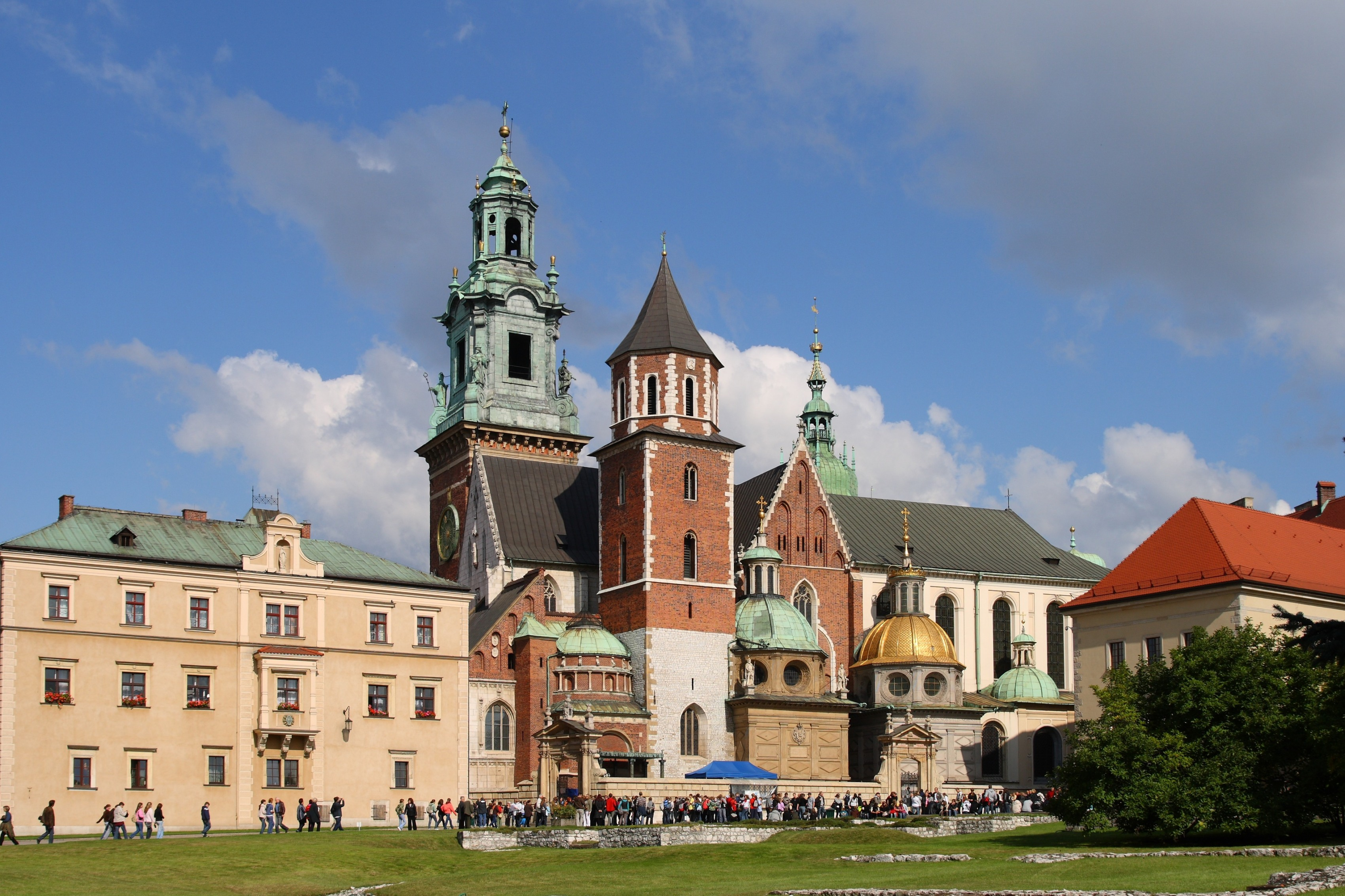
La cattedrale del Wawel

Il Wawel (in polacco Wzgórze wawelskie) è una collina che si trova sulla riva sinistra del fiume Vistola a Cracovia, in Polonia, con un'altitudine di 228 metri sul livello del mare. 
La collina è un luogo simbolico di grande significato per i polacchi, in quanto vi si trovano sia il castello che la cattedrale, dove sono sepolti i sovrani della Polonia e alcuni illustri polacchi oltre che essere il luogo delle incoronazioni.

## Collina del Wawel
Alcuni resti archeologici indicano che l'uomo si sia stanziato sul Wawel dal IV secolo.
Successivamente, a partire dal Medioevo, la storia della collina è strettamente legata con quella della Polonia. Infatti, con l'ascesa di Cracovia come sede della Corona, per la maggior parte del Medioevo e del Rinascimento il Wawel fu la sede del governo nazionale. Quando si formò la Confederazione polacco-lituana, il Wawel diventò la sede di uno dei più importanti stati d'Europa, status poi perduto quando la capitale venne spostata a Varsavia nel XVII secolo. 
Quando la Polonia perse l'indipendenza politica, durante il periodo delle spartizioni della Polonia del XVIII secolo, il Wawel divenne il simbolo della sovranità perduta.
L'importanza della collina del Wawel dipende anche dal fatto che vi si trova la cattedrale che contiene le reliquie di San Stanislao.

## La cattedrale del Wawel
La Cattedrale del Wawel è il santuario nazionale polacco ed era la sede delle incoronazioni dei sovrani polacchi.
La cappella di Sigismondo (Kaplica Zygmuntowska) è uno dei più famosi esempi di architettura a Cracovia. Costruita come cappella tombale degli ultimi sovrani Jagelloni è stata descritta da molti storici dell'arte come "il più bell'esempio del Rinascimento toscano a nord delle Alpi". La cappella fu finanziata dal re Sigismondo I Jagellone e costruita dal 1519 al 1533 da Bartolomeo Berecci. È una cappella a base quadrata con cupole d'oro e custodisce le tombe del fondatore Sigismondo, come di altri re e regine (Sigismondo Augusto e Anna Jagellona). I disegni delle sculture interne, degli stucchi e dei dipinti furono presi da alcuni artisti dell'epoca, come Santi Gucci, Hermann Vischer e dall'architetto stesso, Georg Pencz.

## Il Castello del Wawel
Il Castello del Wawel (Zamek wawelski) fu utilizzato come residenza reale ed è il luogo in cui i reali di Polonia governarono lo Stato per cinque secoli, dal 1038 al 1596.
Dal 2012 a maggio 2017 ha ospitato la Dama con l'ermellino di Leonardo Da Vinci, adesso spostata al museo nazionale di Cracovia

## Il Drago del Wawel
Smok Wawelski, conosciuto anche come Il Drago del Wawel è un famoso drago della mitologia polacca. 
Secondo la leggenda viveva in una caverna sotto la collina del Wawel già prima della fondazione della città, quando l'area era abitata dai fattori.
All'interno della cattedrale c'è una statua di Smok Wawelski e una targa commemorativa della sua sconfitta ad opera di Krakus, un principe polacco che fondò la città e il palazzo sopra l'abitazione del drago. La caverna che, secondo la leggenda, avrebbe ospitato il drago sotto il castello è oggi un luogo di visita per i turisti.
Una versione popolare della storia di Smok Wawelski racconta che, durante il regno di Re Krak, il leggendario fondatore della città, il drago vagasse per la regione distruggendo tutto quello che incontrava, uccidendo persone, e divorando i raccolti. Secondo molte versioni della storia, il drago amava particolarmente le giovani ragazze, che erano l'unica cosa che sembrasse calmarlo; infatti gli abitanti, per evitare le sue distruzioni, lasciavano una volta al mese una giovane ragazza di fronte alla sua caverna. Il re però volle mettere fine a questa tradizione e promise sua figlia in sposa a chiunque avesse ucciso il drago. Solo un povero ragazzo, di nome Szewczyk Dratewka, accettò la sfida: riempì un agnello di zolfo e lo pose di fronte alla caverna del drago che, dopo aver sbranato l'agnello, diventò terribilmente assetato e iniziò a bere l'acqua del fiume Vistola. Dopo aver bevuto metà dell'acqua del fiume, il drago esplose, e Dratewka sposò la figlia del re come promesso.

## Incoronazioni reali nella Cattedrale del Wawel
La maggior parte delle incoronazioni dei re della Polonia ebbe luogo alla Cattedrale del Wawel.
- 20 gennaio 1320 - Ladislao I il Breve e la moglie Edwige.
- 25 aprile 1333 - Casimiro III il Grande e la moglie Aldona Anna di Lituania.
- 10 novembre 1370 - Luigi I di Ungheria.
- 15 ottobre 1384 - Jadwiga Angevin, che sposò nel 1386 Ladislao II Jagellone, Granduca di Lituania, portando Polonia e Lituania sotto un'unica corona.
- 4 marzo 1386 - Ladislao II Jagellone (aveva sposato Jadwiga Angevin).
- 25 febbraio 1403 - Anna Cylejska, seconda moglie di Ladislao II Jagellone.
- 19 dicembre 1417 - Elżbieta Pilecka, terza moglie di Ladislao II Jagellone.
- 12 febbraio 1424 - Zofia Holszańska, quarta moglie di Ladislao II Jagellone.
- 25 luglio 1434 - Ladislao III di Varna.
- 25 giugno 1447 - Casimiro IV Jagellone.
- 10 febbraio 1454 - Elisabetta d'Asburgo, moglie di Casimiro IV Jagellone.
- 23 settembre 1492 - Jan I Olbracht.
- 12 dicembre 1501 - Alessandro I Jagellone.
- 24 gennaio 1504 - Sigismondo I di Polonia.
- 8 febbraio 1512 - Barbara Zapolya, moglie di Sigismondo I di Polonia.
- 18 aprile 1518 - Bona Sforza, moglie di Sigismondo I di Polonia.
- 20 febbraio 1530 - Sigismondo Augusto.
- 8 maggio 1543 - Elisabetta d'Asburgo, prima moglie di Sigismondo Augusto.
- 4 dicembre 1550 - Barbara Radziwiłłówna, seconda moglie di Sigismondo Augusto.
- 30 giugno 1553 - Caterina d'Austria, terza moglie di Sigismondo Augusto.
- 21 febbraio 1574 - Enrico III Walezy.
- 1º maggio 1576 - Stefan Batory e Anna Jagellone.
- 27 dicembre 1587 - Sigismondo III Vasa.
- 31 maggio 1592 - Anna d'Austria, moglie di Sigismondo III Vasa.
- 11 dicembre 1605 - Costanza d'Asburgo, moglie di Sigismondo III Vasa.
- 6 febbraio 1633 - Ladislao IV Vasa.
- 15 luglio 1646 - Ludwika Maria Gonzaga, moglie di Ladislao IV Vasa, e poi di Giovanni II Casimiro di Polonia.
- 17 gennaio 1649 - Giovanni Casimiro II.
- 29 settembre 1669 - Michał Korybut Wiśniowiecki.
- 2 febbraio 1676 - Jan III Sobieski e Maria Casimira d'Arqien.
- 15 settembre 1697 - Augusto II il Forte.
- 17 gennaio 1734 - Augusto III il Sassone e Maria Giuseppa d'Austria.